# Sochaczew

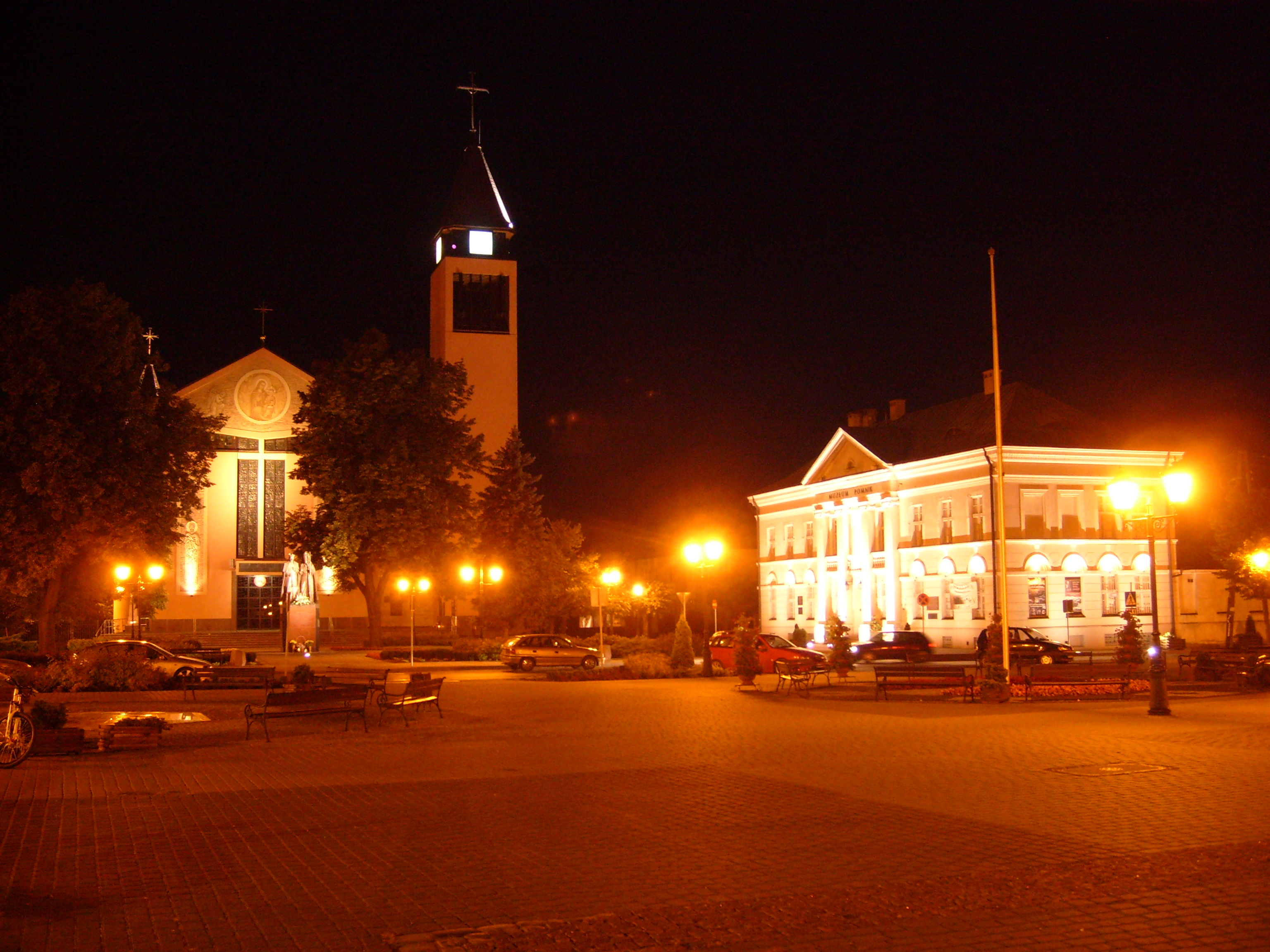
Sochaczew - Kościuszki Platz - die Pfarrkirche und das Rathaus

Sochaczew ist eine Stadt in Polen in der Woiwodschaft Masowien. In den Jahren  1975 bis 1998 gehörte die Stadt zu der Woiwodschaft Skierniewice. Sochaczew ist Sitz des Powiat Sochaczewski und eine der größten Städte Masowiens.

## Geografische Lage
Der Ort liegt 50 Kilometer westlich von Warschau an der Bzura.

## Geschichte
Die ersten Zeichen einer Siedlung an der Stelle des heutigen Sochaczew stammen aus 1138, als hier möglicherweise Bolesław III. Schiefmund starb. 1221 wird das erste Mal eine Burg erwähnt. Während des Krieges gegen Litauen wurde die Stadt 1286 zerstört. Die Vergabe des Stadtrechts an den Ort ist nicht genau bekannt. Gesichert ist, dass der Ort 1368 selbiges bereits besaß. Die Vergabe geschah möglicherweise im 14. oder schon im 13. Jahrhundert. Im 14. Jahrhundert wurde auf dem heutigen Schloßhügel das Anwesen des Herzogs von Masowien errichtet. 1476 wurden durch Kasimir IV. die Rechte der Bürger erweitert und der Ort war jetzt Teil des polnischen Reiches. So wurde ihnen das Recht eingeräumt Handel in Lubelski (die Region Lublins) und im Rus zu betreiben. 1563 gab es in der Stadt 211 Handwerker in 13 Fachrichtungen, unter denen vor allem die Tuchmacherei eine wichtige Rolle spielte. 1590 wütete ein Brand in der Stadt und zerstörte sie zum großen Teil. 1655–1660 besetzten die Schweden den Ort und zerstörten ihn fast vollständig. Bis zum Ende des Großen Nordischen Krieges wurde die Stadt von Seuchen und Bränden heimgesucht und wieder stark in Mitleidenschaft gezogen. Während der Dritten Teilung Polens 1795 kam die Stadt an Preußen. 1807 wurde sie dann Teil des Herzogtums Warschau und darauf folgend 1815 von Kongresspolen. Der Anschluss an das Schienennetz erfolgte 1903. Während des Ersten Weltkrieges war die Umgebung der Stadt 1914 bis 1915 Zentrum erbitterter Stellungskriege der Deutschen und der Russen. Dabei wurden neben Wohnhäusern auch die Kirche, das Rathaus und der Bahnhof zerstört. 1926 wurde eine Fabrik für Kunstseidenproduktion, Chemitex, gegründet, die bis 1999 bestand. Zu Beginn des Zweiten Weltkrieges kam es nahe der Stadt zu schweren Kämpfen der Deutschen gegen die Polen in der Schlacht an der Bzura. Zur Zeit der Besetzung der Stadt war etwa ein Viertel der Einwohner Juden, die im Verlauf der Besetzung getötet oder in Konzentrationslager deportiert wurden.

### Einwohnerentwicklung
| Jahr          | 1570  | 1661 | 1828  | 1921  | 1939   | 1945   | 1995   | 2006   |
| ------------- | ----- | ---- | ----- | ----- | ------ | ------ | ------ | ------ |
| Einwohnerzahl | 3.500 | 100  | 3.237 | 5.070 | 13.500 | 11.500 | 39.703 | 39.911 |

## Gemeinde

### Stadtgemeinde
Die Stadt Sochaczew bildet eine eigenständige Stadtgemeinde.

### Landgemeinde
Die Landgemeinde Sochaczew hat eine Fläche von 91,41 km². Zu ihr gehören folgende 33 Ortschaften mit einem Schulzenamt:
Altanka
Andrzejów Duranowski
Bielice
Bronisławy
Chodakówek
Chrzczany
Czerwonka-Parcel
Czyste
Dachowa
Dzięglewo
Feliksów
Gawłów
Janaszówek
Janówek Duranowski
Jeżówka
Karwowo
Kaźmierów
Kąty
Kożuszki-Parcel
Kuznocin
Lubiejew
Mokas
Nowe Mostki
Orły-Cesin
Pilawice
Rozlazłów
Sielice
Władysławów
Wojtówka
Wyczółki
Wymysłów
Żdżarów
Żuków
Weitere Orte der Gemeinde sind Antoniew, Bogdaniec, Halinów Żdżarowski, Kożuszki-Kolonia, Sielice-Kolonia, Sochaczew-Wieś, Stare Kąty, Zosin und Żelazowa Wola.

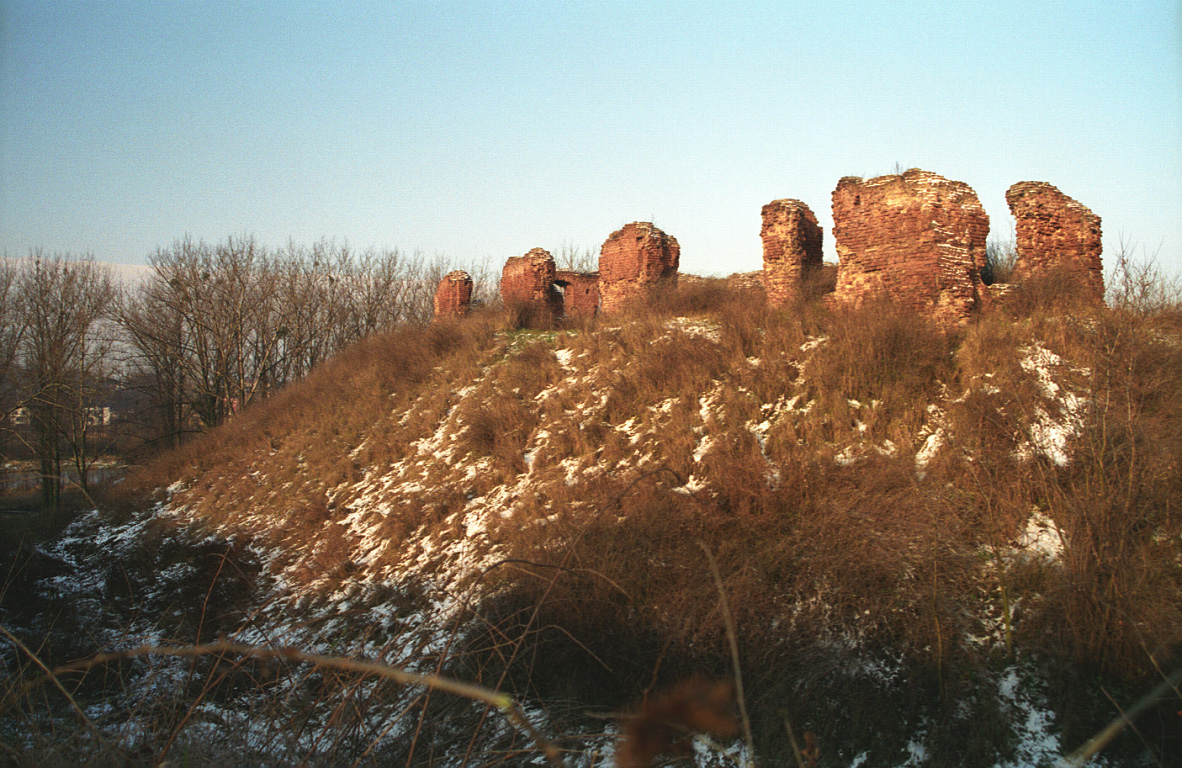
Ruine der Burg

## Museen
Das „Museum der Region Sochaczew und der Schlacht an der Bzura“ (Muzeum Ziemi Sochaczewskiej i Pola Bitwy nad Bzurą) informiert neben allgemeinen Informationen auch über die Schlacht an der Bzura am 20. September 1939.
Am 6. September 1986 wurde das Eisenbahnmuseum Sochaczew eröffnet.

## Wirtschaft und Infrastruktur

### Wirtschaft
Sochaczew ist der Sitz des Automobilzulieferers Boryszew. Dieser ist darüber hinaus in den Bereichen Chemische Industrie (u. a. Hersteller von Kältemitteln und Kunstfasern) und Verarbeitung von Nichteisenmetallen aktiv.

### Verkehr
Sochaczew hat einen Bahnhof an der Bahnstrecke Warszawa–Poznań. Am ehemaligen Kleinbahnhof beginnt die Museumseisenbahn Sochaczew–Wyszogród als Rest eines größeren Schmalspurnetzes.

### Bildung
Seit 1997 gibt es in der Stadt eine private Hochschule für BWL mit etwa 900 Studenten.

## Söhne und Töchter der Stadt
- Isador Turover (1892–1978), US-amerikanischer Schachmeister
- Jerzy Artysz (1930–2024), Sänger
- Bogusław Liberadzki (* 1948), Politiker und Wirtschaftswissenschaftler
- Janusz Danecki OFMConv (1951–2024), Weihbischof in Campo Grande
- Andrzej Andrzejewski (1961–2008), Brigadegeneral der polnischen Luftwaffe
- Marek Wikiński (* 1966), polnischer Politiker
- Katarzyna Klata (* 1972), Bogenschützin